# غيمبا (استديو)
غيمبا (باليابانية: 株式会社ゲンバ، بالروماجي: Kabushiki-gaisha Genba) (بالإنجليزية: GEMBA)‏ هو استوديو رسوم متحركة ياباني، تأسس في 6 أبريل عام 2006، ويقع مقره في مدنية سوغينامي في طوكيو. وهي تابعة لشركة Digital Frontier متخصصة في إنتاج الرسوم المتحركة وأنمي 3DCG.

## التأسيس
تأسست الشركة في عام 2006 كاستوديو متخصص في إنتاج 3DCG، وشاركت في أعمال مختلفة مثل سايكو-باس و النبلاء. في عام 2016 أصدرت الاستوديو أول إنتاج رئيسي لها، وهو تكرار للرسوم المتحركة بيرسيرك لكينتارو ميورا بالاشتراك مع استوديو ميلبينسي. على الرغم من عقد من الخبرة في 3DCG، تلقى المسلسل انتقادات شديدة تجاه الرسوم المتحركة CG من المشاهدين والنقاد على حد سواء.  كان استقبال الإنتاج الكبير الثاني للاستوديو فيلق كوتوبوكي الجوي في البرية كان أكثر إيجابية على النقيض من ذلك.

## أعمال الاستوديو

### مسلسلات أنمي تلفزيونية
- بيرسيرك (2016 بالتعاون مع استوديو ليدين فيلمز وميلبينسي)[7][8]
- فيلق كوتوبوكي الجوي في البرية (2019)[9]

### أفلام أنمي
- The Magnificent Kotobuki Complete Edition (2020)[10]

## وصلات خارجية
- الموقع الرسمي باللغة اليابانية